# Barbora Němcová
Barbora Němcová (* 11. Dezember 2004 in Břeclav) ist eine tschechische Radsportlerin, die im Straßen- und im Bahnradsport aktiv ist.

## Sportlicher Werdegang
2022 wurde Barbora Němcová Junioren-Weltmeisterin im Ausscheidungsfahren. Auch auf kontinentaler Ebene holte sie im Ausscheidungsfahren den Titel der Junioren-Europameisterin.
Auf der Straße belegte sie 2022 bei den tschechischen Meisterschaften im Einzelzeitfahren der Juniorinnen Platz zwei, im Straßenrennen Platz drei. 2024 wurde sie tschechische Meisterin im Straßenrennen, im Einzelzeitfahren wurde sie Fünfte. Auf der Bahn gewann sie gemeinsam mit Gabriela Bartova den nationalen Titel im Zweier-Mannschaftsfahren.

## Erfolge

### Bahn
2022
- Junioren-Weltmeisterin – Ausscheidungsfahren
- Junioren-Europameisterin – Ausscheidungsfahren

2024
- Tschechische Meisterin – Zweier-Mannschaftsfahren (mit Gabriela Bártová)

### Straße
2024
- Tschechische Meisterin – Straßenrennen